# Djurö Räddningscenter

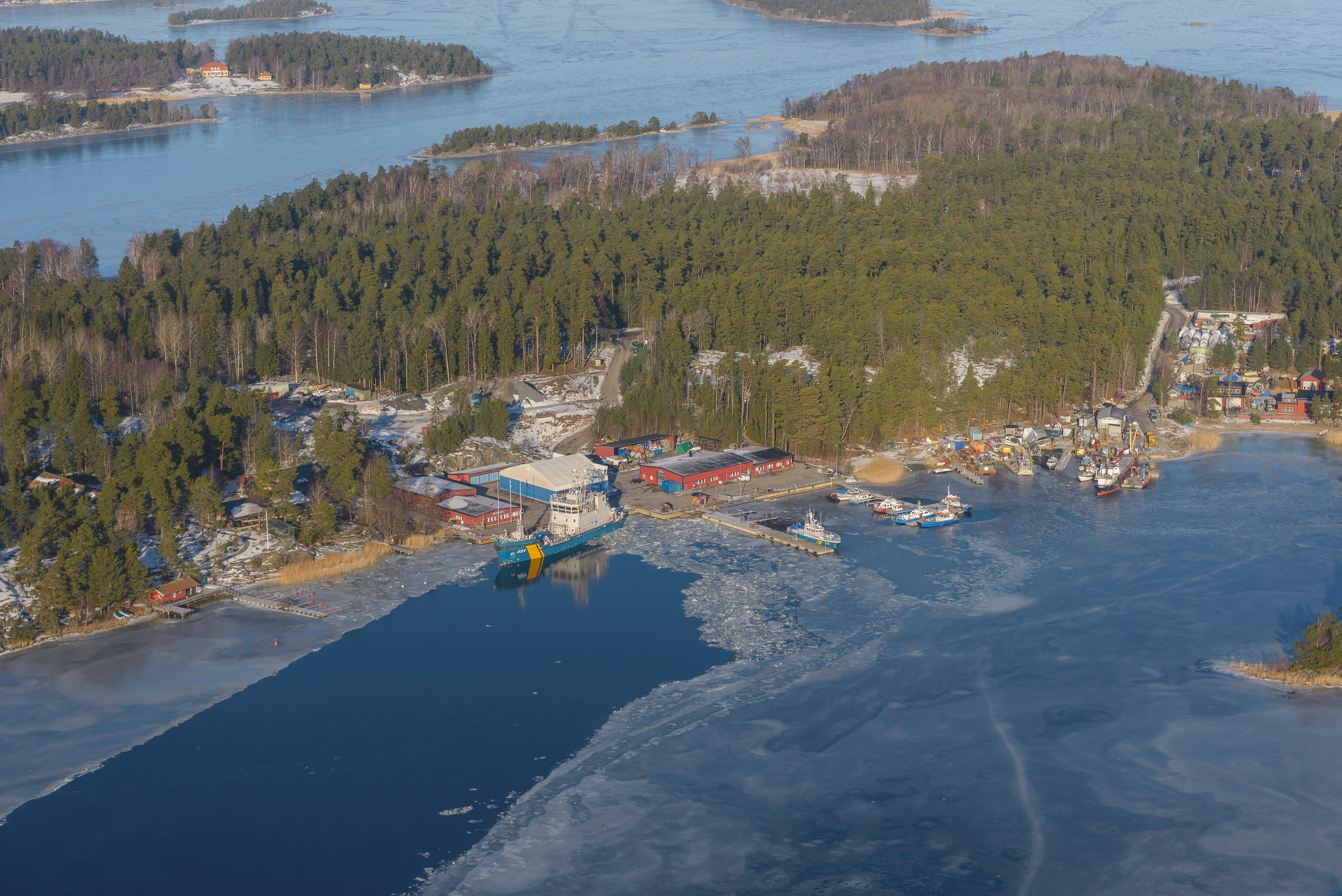
Kuststation Djurö, februari 2013. Kombinationsfartyget KBV 031 ligger längst till vänster och övervakningsfartyget KBV 306 mitt i bilden.

Djurö Räddningscenter är en samlokaliserad bas för kustbevakning, brandkår och sjöräddning i Djurhamn på Djurö i Värmdö kommun.
Djurö Räddningscenter invigdes 2015 med lokalisering för Kustbevakningen och Storstockholms brandförsvar. Sjöräddningsstationen inrättades i juni 2020. Djurö Räddningscenter ligger i Djurhamn, som ägs av Värmdö kommuns "Värmdö öhamnar", på Djurö i Värmdö kommun. 

## Enheter
- Kustbevakningens bas Kuststation Djurö
- Storstockholms brandförsvars brandstation för Djurö räddningsvärn
- Sjöräddningssällskapets sjöräddningsstation Räddningsstation Värmdö